# Новобранец, Василий Андреевич
Василий Андреевич Новобранец (30 декабря 1904, Николаев — 1984, Москва) — советский военный, полковник, разведчик, участник Великой Отечественной войны.

## Биография
Родился в 1904 году.
В 1934 году окончил Военную академию им. М. В. Фрунзе, в 1939 году — Военную академию Генерального штаба.
В 1939 году участвовал в боях в районе р. Халхин-Гол, затем возглавлял информационный отдел ГРУ Красной Армии. Подготовил доклад «О франко-немецкой войне 1939—1940 гг.», где детально проанализировал стратегию и тактику немецких войск.
8 декабря 1940 году без ведома начальника ГРУ направил в штабы воинских частей «Разведывательную сводку», в которой без преуменьшения перечислил все войсковые соединения Германии на границах СССР и сделал вывод о близком нападении Германии на СССР.
В начале Великой Отечественной войны руководил Разведотделом 6-й армии Киевского особого военного округа. Участник Уманьской оборонительной операции, находился в окружении. Принимал участие в партизанском движении. Попал в плен. После освобождения из плена во второй раз окончил Военную академию им. М. В. Фрунзе, затем занимался там преподавательской работой. Написал книги мемуаров «Записки военного разведчика», «Накануне войны» в которой описал советское общество накануне войны, вскрыл причины поражений Советской армии в начальный период Великой Отечественной войны.